# Halipeurus falsus
Halipeurus falsus är en insektsart. Halipeurus falsus ingår i släktet Halipeurus och familjen fjäderlöss. Utöver nominatformen finns också underarten H. f. pacificus.